# Nicole Duclos
Nicole Duclos, född den 15 augusti 1947 i Périgueux, är en fransk friidrottare (kortdistanslöpare). Hon var Colette Bessons stora rival i slutet av 1960-talet. Hennes klubb var CA Brive och hennes tränare var Jean Chaumeil. Hon slog världsrekordet på 400 meter 1969 med 51,72 sekunder